# 日本映画プロダクション
日本映画プロダクション（にほんえいが-、1927年）は、かつて奈良に存在した映画会社である。映画監督の志波西果、俳優の市川市丸が設立、志波と中川紫郎の監督作をあわせて4本を製作した。のちに設立される日本映画プロダクション連盟、日本映画、日本映画社、いずれとも無関係である。

## 略歴・概要
日活大将軍撮影所の20歳の美少年俳優・市川市丸にパトロンがつき、1927年（昭和2年）に奈良に設立したのがこの「日本映画プロダクション」である。監督には帝国キネマ芦屋撮影所から阪東妻三郎プロダクションを経て、同年、直木三十五主宰の「連合映画芸術家協会」製作の『一寸法師』を、中川紫郎の「中川映画製作所」で撮っていた志波西果を迎えた。設立第1作は新撰組をテーマにした市丸主演作『宣戦布告』で、同作は同年6月10日に公開された。しかし、新進の剣戟俳優の林長二郎（のちの長谷川一夫）や市川百々之助を擁したメジャー会社の大宣伝に押され、興行的に苦戦した。
同社の設立にあたって、カメラマンの唐沢弘光を帝キネ芦屋から引き抜き、マキノ・プロダクションにいた俳優の鳥羽陽之助が入社したが、志波が2本、スタジオオーナーの中川紫郎が2本撮って、同社は解散した。鳥羽は市丸の出演しない『東海道四谷怪談』で初めて主役を張ったことが救いである。市丸は東京の河合映画製作社へ流れ、志波と唐沢、鳥羽は日活へ流れた。中川はマキノが拾い、提携会社「勝見庸太郎プロダクション」の理事などで遊ばせてくれたようである。

## フィルモグラフィ
1927年
- 宣戦布告　監督・原作・脚本志波西果、撮影唐沢弘光、主演市川市丸、高石春子
- 天狗騒動記　監督・脚本志波西果、原作大仏次郎、撮影河崎喜久三、主演市川市丸、共演近松英三郎、尾上鶴五郎、鳥羽陽之助、市川荒十郎
- 妖刀異変大捕物　監督・原作中川紫郎、脚本志摩紗門平、撮影嵯峨十蔵、主演市川市丸
- 東海道四谷怪談　監督中川紫郎、原作鶴屋南北、撮影唐沢弘光、主演鳥羽陽之助、共演時岡八千代、近松英三郎、中村賞三郎、尾上鶴五郎

## 関連事項
- 中川映画製作所 （中川紫郎）

## 註
1. ↑  『日本映画俳優全集・男優編』（キネマ旬報社、1979年）の「市川市丸」の項（p.47-48）を参照。同項執筆は田中純一郎。
2. ↑  立命館大学衣笠キャンパスの「マキノ・プロジェクト」サイト内にある冨田美香の論文「「場」への回帰 - 『三朝小唄』という装置」の記述を参照。